# Michael Schudrich
Michael Joseph Schudrich (hebr. ‏מייקל שודריך‎; ur. 15 czerwca 1955 w Nowym Jorku) – amerykańsko-polski religioznawca i historyk, od 2004 naczelny rabin Polski.

## Życiorys
Urodził się w Nowym Jorku w żydowskiej rodzinie o polskich korzeniach, jako najstarsze z czworga dzieci rabina Davida Schudricha i jego żony, Doris z domu Goldfarb. Jego przodkowie pochodzili z Baligrodu. Z wykształcenia jest historykiem i religioznawcą. Studiował na State University of New York w Stony Brooks. W 1977 uzyskał bakalaureat z religioznawstwa. Ukończył studia historyczne na Uniwersytecie Columbia. Na rabina konserwatywnego został ordynowany w 1980 w Jewish Theological Seminary of America. Natomiast prywatną ordynację ortodoksyjną otrzymał w 2000 z rąk rabina Moshe Tendlera.
W latach 1983–1989 przebywał w Japonii, gdzie pełnił funkcję konserwatywnego rabina w gminie żydowskiej w Tokio; nauczał również historii i kultury żydowskiej. Jeszcze podczas studiów odwiedzał w latach 1976, 1977 i 1979 Polskę. W latach 1990–1998 pracował w Warszawie dla Fundacji Ronalda S. Laudera. W 2000 został rabinem Warszawy i Łodzi. To głównie dzięki niemu powstały w Polsce żydowskie przedszkola i szkoły. 8 grudnia 2004 został wybrany naczelnym rabinem Polski. Od 23 lutego 2008 jest członkiem Rabinatu Rzeczypospolitej Polskiej. Poza tym jest członkiem Międzynarodowej Kapituły Orderu Uśmiechu. 3 listopada 2005 otrzymał polskie obywatelstwo. Jest odtąd obywatelem Stanów Zjednoczonych i Polski.
Pełni wiele ważnych funkcji w społecznym i kulturowym życiu polskich Żydów. Bierze udział w dialogu polsko-żydowskim i chrześcijańsko-żydowskim. Wchodzi w skład Kolegium Społecznego Muzeum Historii Żydów Polskich Polin w Warszawie. Jest rozwiedziony, ma jedną córkę.
W 2010 był zaproszony przez Prezydenta RP Lecha Kaczyńskiego do delegacji polskiej na uroczystości związane z obchodami 70. rocznicy zbrodni katyńskiej, lecącej samolotem Tu-154, który uległ katastrofie w Smoleńsku. Odmówił ze względu na przepisy zabraniające podróży w czasie szabatu, co ocaliło mu życie.

## Kontrowersje
W maju 2006 został oskarżony przez ultraortodoksyjną gazetę „Jated Neeman” o to, że był członkiem beit dinu, którego jeden z sędziów, rabin Chajjim Drukman, sfałszował podpis na dokumencie konwersji, co wywołało halachiczną dyskusję co do legalności całego procesu konwersji. Ponadto rabin Schudrich jest krytykowany za liberalny stosunek do halachy.
W 2010 w wywiadzie dla BBC, mówiąc o papieżu Janie Pawle II, użył formuły „błogosławionej pamięci” zarezerwowanej dla zmarłych Żydów. Kilka miesięcy potem wziął udział w katolickiej mszy żałobnej wewnątrz kościoła w czasie pogrzebu Prezydenta RP Lecha Kaczyńskiego, podczas gdy inni rabini i przedstawiciele delegacji żydowskiej pozostali na zewnątrz. Oba zdarzenia wywołały konsternację i wzburzenie licznych europejskich rabinów.
W 2012 kryzys w żydowskiej gminie w Warszawie wywołała bar micwa chłopca, który – jak się okazało po latach – nie był Żydem według halachy. Uroczystość w 2004 została przygotowana i przeprowadzona przez rabina Schudricha.

## Odznaczenia
15 grudnia 2009 został odznaczony Krzyżem Oficerskim Orderu Odrodzenia Polski za wybitne zasługi w działalności na rzecz dialogu polsko-żydowskiego. W 2010 za pracę na rzecz rozwoju dialogu polsko-żydowskiego Michael Schudrich został odznaczony Missio Reconciliationis. W 2025 został odznaczony Odznaką „Za Zasługi dla Związku Kombatantów RP i Byłych Więźniów Politycznych”.